# إدوين أ. غودمان
إدوين أ. غودمان هو محامي كندي، ولد في 1918، وتوفي في 23 أغسطس 2006 بسبب نوبة قلبية.